# العلاقات الإيطالية الكازاخستانية
العلاقات الإيطالية الكازاخستانية هي العلاقات الثنائية التي تجمع بين إيطاليا وكازاخستان.

## مقارنة بين البلدين
هذه مقارنة عامة ومرجعية للدولتين:
| وجه المقارنة                                              | إيطاليا                                                  | كازاخستان                      |
| --------------------------------------------------------- | -------------------------------------------------------- | ------------------------------ |
| المساحة (كم2)                                             | 301.34 ألف                                               | 2.72 مليون                     |
| عدد السكان (نسمة)                                         | 60.60 مليون                                              | 17.95 مليون                    |
| الكثافة السكانية (ن./كم²)                                 | 201.1                                                    | 6.6                            |
| العاصمة                                                   | روما، فلورنسا، تورينو                                    | نور سلطان                      |
| اللغة الرسمية                                             | اللغة الإيطالية                                          | اللغة القازاقية، اللغة الروسية |
| العملة                                                    | يورو، ليرة إيطالية                                       | تينغ كازاخستاني                |
| الناتج المحلي الإجمالي (بليون دولار)                      | 1.93 تريليون                                             | 159.41 مليار                   |
| الناتج المحلي الإجمالي (تعادل القوة الشرائية) بليون دولار | 2.26 تريليون                                             | 439.39 مليار                   |
| الناتج المحلي الإجمالي الاسمي للفرد دولار أمريكي          | 29.96 ألف                                                | 10.51 ألف                      |
| الناتج المحلي الإجمالي للفرد دولار أمريكي                 | 35.46 ألف                                                | 24.23 ألف                      |
| مؤشر التنمية البشرية                                      | 0.873                                                    | 0.788                          |
| رمز المكالمات الدولي                                      | +39                                                      | +7                             |
| رمز الإنترنت                                              | .it                                                      | .kz، .қаз ‏                     |
| المنطقة الزمنية                                           | توقيت وسط أوروبا، ت ع م+01:00، ت ع م+02:00، أوروبا/روما ‏ | ت ع م+05:00، ت ع م+06:00       |

## مدن متوأمة
في ما يلي قائمة باتفاقيات التوأمة بين مدن إيطالية وكازاخستانية:
- ترتبط غروسيتو مع شيمكنت باتفاقية توأمة منذ 1967.
- ترتبط مودينا مع ألماتي باتفاقية توأمة.

## منظمات دولية مشتركة
يشترك البلدان في عضوية مجموعة من المنظمات الدولية، منها:
| علم المنظمة | اسم المنظمة                               | تاريخ انضمام إيطاليا | تاريخ انضمام كازاخستان |
| ----------- | ----------------------------------------- | -------------------- | ---------------------- |
|             | مجموعة الموردين النوويين                  | ?                    | ?                      |
|             | يونسكو                                    | ?                    | 22 مايو 1992           |
|             | الفريق المعني برصد الأرض                  | ?                    | ?                      |
|             | مؤسسة التمويل الدولية                     | 27 ديسمبر 1956       | 30 سبتمبر 1993         |
|             | المركز الدولي لتسوية المنازعات الاستشارية | 28 أبريل 1971        | 21 أكتوبر 2000         |
|             | بنك التنمية الآسيوي                       | 1966                 | 1994                   |
|             | منظمة حظر الأسلحة الكيميائية              | ?                    | ?                      |
|             | مؤسسة التنمية الدولية                     | 24 سبتمبر 1960       | 23 يوليو 1992          |
|             | منظمة الأمن والتعاون في أوروبا            | 25 يونيو 1973        | 30 يناير 1992          |
|             | وكالة ضمان الاستثمار متعدد الأطراف        | 29 أبريل 1988        | 12 أغسطس 1993          |
|             | الاتحاد البريدي العالمي                   | ?                    | ?                      |
|             | الاتحاد الدولي للاتصالات                  | 1866                 | 23 فبراير 1993         |
|             | منظمة الشرطة الجنائية الدولية             | ?                    | ?                      |
|             | الأمم المتحدة                             | 14 ديسمبر 1955       | 2 مارس 1992            |
|             | البنك الدولي للإنشاء والتعمير             | 27 مارس 1947         | 23 يوليو 1992          |

## وصلات خارجية
- موقع وزارة الخارجية الإيطالية
- موقع وزارة الخارجية الكازاخستانية